# الدورادو هیلز (کالیفرنیا)
الدورادو هیلز (به انگلیسی: El Dorado Hills) یک منطقهٔ مسکونی در ایالات متحده آمریکا است که در شهرستان ال دورادو، کالیفرنیا واقع شده‌است. الدورادو هیلز ۱۲۵٫۸۸۸ کیلومتر مربع مساحت و ۴۲٬۱۰۸ نفر جمعیت دارد و ۲۳۴ متر بالاتر از سطح دریا واقع شده‌است.